# Guadalupe kommun, Nuevo León
Guadalupe är en kommun i Mexiko.   Den ligger i delstaten Nuevo León, i den centrala delen av landet, 700 km norr om huvudstaden Mexico City.
Följande samhällen finns i Guadalupe:
- Guadalupe
- El Ranchito Número Uno
- Bello Amanecer
- Los Sitios